# Jägerstab
Der Jägerstab wurde vom deutschen Reichsluftfahrtministerium und vom Reichsministerium für Rüstung und Kriegsproduktion (RMfRuK) im März 1944 nach Vorbild des Kessler-Stabes gegründet und war ein Leitungsorgan innerhalb der deutschen Luftrüstung.

## Personelle Zusammensetzung
Der Jägerstab wurde geleitet von Karl-Otto Saur, dem Leiter des Technischen Amtes im RMfRuK. Zu den wohl wichtigsten Mitgliedern des Jägerstabes gehörte SS-Obergruppenführer Hans Kammler. Kammler war zeitgleich u. a. Chef der Amtsgruppe C „Bauwesen“ des SS-Wirtschafts- und Verwaltungshauptamts.
Personen im Zusammenhang mit Jägerstab:
- Minister Albert Speer
- Amtsleiter Karl-Otto Saur
- Generalfeldmarschall Erhard Milch
- Regierungsbaumeister Franz Xaver Dorsch
- SS-Obergruppenführer Hans Kammler
- Walter Schlempp und Heinrich Lübke
- Fritz Schmelter (Rüstungsministerium)
- Karl Frydag (Henschel & Sohn)
- William Werner (Auto Union AG)
- Hans Heyne (stellvertr. Vorstandsvorsitzender der AEG)
- Wilhelm Schaaf (BMW) Vorstandsmitglied, Leiter eines „Hauptausschusses Kraftfahrzeuge“, im Jägerstab verantwortlich für Zulieferung

Insgesamt waren 1.500 bis 1.700 Mitarbeiter beim Jägerstab beschäftigt.

## Aufgaben und Geschichte
Er wurde am 1. März 1944 zunächst für sechs Monate befristet gebildet, um „ohne bürokratische Hemmungen durch unmittelbare Befehlsgebung“ die Produktion von Jagdflugzeugen unter den Bedingungen des Totalen Krieges wesentlich zu steigern. Er diente auch zur Organisation der Dezentralisation und der U-Verlagerung im Bereich der Luftwaffe, nachdem eine wirksame Luftverteidigung der Standorte nicht mehr garantiert werden konnte.
Am 1. August wurde der Stab nominell aufgelöst, indem gleichzeitig ein personell weitgehend identischer Rüstungsstab die Aufgaben fortführte.
Die erste Maßnahme die Speer am Tag der Gründung des Jägerstabes unternahm, war wie er nach Kriegsende aussagte, wie beim Heereswaffenamt die Beamten beiseite zu schieben und die Industrie heranzuziehen, in dem er aus allen Hauptausschüssen die Techniker und aus der Heeresrüstung die besten Fertigungsplaner in die Luftwaffenindustrie steckte und die Luftrüstung so auf eine neue Basis stellte. Solche Fachleute wurden auch als Leiter von Außenstellen des Jägerstabes (Werksbeauftragte) eingesetzt.
Nach Dietrich Eichholtz stellten sich die führenden Repräsentanten der Rüstungswirtschaft hinter den Jägerstab, da sie nicht unerhebliche Vorteile aus seiner Durchschlagskraft zogen sowie einen Schutz ihrer Werke und des Verkehrswesens vor Luftangriffen erhofften.
Die Gründung des Jägerstabes führte zur weiteren Verschmelzung der Luftfahrtindustrie mit der gesamten Rüstungsindustrie (begonnen mit dem Hauptausschuss für Flugzellenbau, dann Hauptausschuss Flugzeugbau) im Rüstungsministerium (Speer) als Ablösung des Generalluftzeugmeisters.
Der Jägerstab setzte sich über früher getroffene Regulierungsentscheidungen und -maßnahmen der Zentralen Planung hinweg und störte so Planungen und Programme in anderen Bereichen der Kriegsproduktion sowie kriegswirtschaftliche Proportionen.

## Planungen und Untertage-Verlagerungen
Folgende verbunkerte so genannte Jägerfabriken (jeweils 30 m hoch; 300/400 m lang; 90 m breit; bis zu 6 Stockwerke mit 600.000 m² Produktionsfläche) wurden geplant:
- Diana II, Walnuß II, Weingut II des KZ-Außenlagerkomplexes Kaufering bei Landsberg am Lech (Rüstungsprojekt „Ringeltaube“ für Messerschmitt)
- Weingut I des KZ-Außenlagerkomplexes Mühldorf im Mühldorfer Hart bei Mühldorf am Inn
- Vaihingen an der Enz bei Stuttgart
- Glesch an der Erft (Bergheim/Nordrhein-Westfalen)
- Raum nördlich von Prag

U-Verlagerung in Bergstollen:
- REIMAHG Werk A „Lachs“ bei Großeutersdorf, Thüringen zum Bau der Messerschmitt 262
- REIMAHG Werk E „Schneehase“ bei Großkamsdorf, Thüringen zur Fertigung von Flugzeugtriebwerken - Es sollten BMW 003-Strahltriebwerke für die Me 262 gebaut werden. Aufgrund von Lieferengpässen musste auf die etwas leistungsschwächeren Jumo 004-Triebwerke ausgewichen werden.
- REIMAHG Werk F „Pikrit“ bei Krölpa, Thüringen zur Produktion von Flugzeugkleinteilen
- DAIMLER-BENZ „Goldfisch GmbH“, Gipsgrube Obrigheim am Neckar zur Produktion von Flugzeugmotoren (siehe auch: KZ Neckarelz)
- Im unvollendeten Eisenbahntunnel von Urbès (Urbis) sollte ein Produktionsstandort für eine unterirdische Flugmotorenfabrikation für den Motorentyp Daimler-Benz DB 605 eingerichtet werden, mit dem vor allem Jagdflugzeuge des Typs Messerschmitt Bf 109 ausgestattet waren. Urbès sollte „als Standort der Daimler-Benz-Niederlassungen in Colmar, Reichshof (Flugmotoren-Werke)[2] und Sindelfingen dienen […]. Ziel war es, die über ganz Deutschland verstreuten Produktionsstätten von Daimler-Benz in Urbis zu konzentrieren.“[3] Zur Unterbringung der für die Produktion benötigten Zwangsarbeiter entstand in der Nähe des Tunnels das KZ-Außenlager Urbès.

wichtige unter Tage verlegte Forschungs- und Produktionsstätten:
- Forschungs- und Entwicklungszentrum „Oberbayerische Forschungsanstalt“ der Messerschmitt AG, U-Verlagerung „Cerusit“
- Unterirdische Produktionsanlage der Messerschmitt AG bei St. Georgen an der Gusen, U-Verlagerung „Bergkristall“
- Unterirdische Produktionsanlage der Messerschmitt AG bei Eschenlohe, U-Verlagerung „Ente“

## Rüstungsstab beim Reichsministerium für Bewaffnung und Munition (Speer)
Erhard Milch wurde spätestens am 21. September 1944 zum Stellvertreter Speers (RfRuK) ernannt.